# Похищение (фильм, 2017)
«Похищение» (англ. Kidnap) — американский драматический триллер, снятый испанским режиссёром Луисом Прието.

## Сюжет
Карла работает официанткой в закусочной. Она находится в процессе сложного развода и решения об опеке над 6-летним сыном Фрэнки. В выходные Карла ведёт сына на карнавал. Отвлёкшись во время разговора по телефону, Карла обнаруживает пропажу Фрэнки. Женщина бросается на поиски и замечает незнакомку, силой препроводившую Фрэнки в свой автомобиль. Без телефона и полагаясь только на себя, Карла начинает погоню, которая может стать угрозой для её жизни.

## В ролях
- Хэлли Берри — Карла Дайсон[3]
- Лью Темпл — Терри
- Сэйдж Корреа — Фрэнки Дайсон
- Крис Макгинн — Марго
- Кристофер Берри — Бородатый мужчина
- Кертис Бедфорд — Дель
- Энди Вагнер — Декан
- Малеа Роуз — Клэр
- Алан Абейта — Мужчина, посещающий парк
- Дэна Гурье — помощник шерифа
- Джейсон Уинстон Джордж — Дэвид

## Производство
Съёмочный период стартовал 27 октября 2014 года в Новом Орлеане, штат Луизиана. В середине ноября съёмки проходили в Слайделле. Работа над фильмом была завершена 7 декабря того же года.

## Выход
Премьера фильма была запланирована на 9 октября 2015 года, но в июле того же года, из-за финансового кризиса, компания Relativity перенесла релиз сначала на 26 февраля 2016 года, затем на 13 мая, а позже на 2 декабря того же года. Вскоре фильм вообще был снят с графика.
Следующая дата выхода была назначена на 10 марта 2017 года, но затем премьеру снова отложили, поскольку Relativity потеряла права на фильм. Новым дистрибьютором стала компания Aviron Pictures, которая назначила дату выпуска фильма на 4 августа 2017 года.